# San Jon
San Jon és una població dels Estats Units a l'estat de Nou Mèxic. Segons el cens del 2000 tenia 306 habitants.

## Demografia
Segons el cens del 2000, San Jon tenia 306 habitants, 118 habitatges, i 82 famílies. La densitat de població era de 44,9 habitants per km².
Dels 118 habitatges en un 37,3% hi vivien nens de menys de 18 anys, en un 56,8% hi vivien parelles casades, en un 12,7% dones solteres, i en un 29,7% no eren unitats familiars. En el 28% dels habitatges hi vivien persones soles el 14,4% de les quals corresponia a persones de 65 anys o més que vivien soles. El nombre mitjà de persones vivint en cada habitatge era de 2,59 i el nombre mitjà de persones que vivien en cada família era de 3,24.
Per edats la població es repartia de la següent manera: un 30,7% tenia menys de 18 anys, un 5,9% entre 18 i 24, un 24,5% entre 25 i 44, un 21,9% de 45 a 60 i un 17% 65 anys o més.
L'edat mediana era de 36 anys. Per cada 100 dones de 18 o més anys hi havia 78,2 homes.
La renda mediana per habitatge era de 22.917 $ i la renda mediana per família de 27.000 $. Els homes tenien una renda mediana de 30.000 $ mentre que les dones 16.607 $. La renda per capita de la població era d'11.592 $. Aproximadament el 14,3% de les famílies i el 16,8% de la població estaven per davall del llindar de pobresa.

## Poblacions més properes
El següent diagrama mostra les poblacions més properes.